# 香港特別行政区立法会議員の資格問題に関する全国人民代表大会常務委員会の決定
香港特別行政区立法会議員の資格問題に関する全国人民代表大会常務委員会の決定（ホンコンとくべつぎょうせいくりっぽうかいぎいんのしかくもんだいにかんするぜんこくじんみんだいひょうたいかいじょうむいいんかいのけってい、中: 全国人民代表大会常务委员会关于香港特别行政区立法会议员资格问题的决定）は、全国人民代表大会常務委員会が香港特別行政区立法会の「議員資格」に関する中華人民共和国憲法の解釈について下した決定である。
2020年11月11日に開催された第13期全国人民代表大会常務委員会第23回会議で採択され、即日発効した。

## 決定の法的根拠とされた法令
- 中華人民共和国憲法第52条、第54条、第67条第1項
- 中華人民共和国香港特別行政区基本法
- 香港特別行政区が国家安全を守るための法律制度と執行メカニズムの確立・健全化に関する全国人民代表大会の決定
- 中華人民共和国香港特別行政区国家安全維持法
- 中華人民共和国香港特別行政区基本法第104条の解釈に関する全国人民代表大会常務委員会の決定
- 第6期香港特別行政区立法会の職務継続に関する全国人民代表大会常務委員会の決定[1]。

## 決定の内容
この決定は以下の3項目からなる。
1. 香港独立の主張を支持・宣伝した者、中国中央政府の香港への主権行使を拒否した者、外国勢力（中国語版）に香港への介入を求めた者、国家の安全に危害を加える行為をした者、香港基本法を擁護しない者は立法会議員の資格を剥奪される。
2. この決定は新型コロナウイルスの流行を理由に2021年へ1年延期した立法会選挙の候補者や現職の立法会議員にも適用する。
3. 香港政府は上記の規定に従って立法会議員の資格を剥奪した場合、資格剥奪者を公表することができる。

## 本決定の影響
本決定によって、中国共産党の習近平指導部の意向次第で香港の民主派議員を排除しやすくなり、香港に高度な自治を保障した「一国二制度」の後退がより鮮明になった。
また、香港政府は全人代常務委員会の決定を受けて、民主派議員4人（楊岳橋、郭栄鏗、郭家麒、梁継昌）の議員資格を即日（11月11日）剥奪すると発表したため、反発した民主派議員15人は一斉辞職を宣言した。これによって、立法会（定数70議席）の民主派議員は2人に激減する。